# Identity Thief
Identity Thief is een Amerikaanse filmkomedie en tevens roadmovie uit 2013 in een regie van Seth Gordon. Het verhaal werd geschreven door Craig Mazin. Hoofdrollen worden gespeeld door Jason Bateman en Melissa McCarthy.
Hoewel de film een commercieel succes was, werd hij door critici slecht onthaald.

## Synopsis
Accountant Sandy Patterson woont in Denver. Op een dag krijgt hij telefoon van een zekere Diana met de vraag of hij geen extra maatregelen wil nemen om zijn identiteit te beschermen. Volgens Diana zou iemand een mislukte fraudepoging onder zijn naam hebben gepleegd. Sandy gaat in op het aanbod en geeft heel wat persoonlijke informatie vrij.
Na enkele telefoons uit Florida, het stopzetten van abonnementen en de blokkering van zijn kredietkaarten, beseft Sandy dat hij werd opgelicht door Diana en dat zij zijn identiteit heeft overgenomen. Nu dreigt hij door zijn baas te worden ontslagen, tenzij Sandy binnen een week zijn onschuld kan bewijzen. In de veronderstelling dat Diana op heterdaad wordt betrapt, zou het volgens de politie nog minstens een jaar duren voor Sandy's naam volledig gezuiverd is. Een andere mogelijkheid is dat Diana zichzelf binnen een week aangeeft, wat onwaarschijnlijk is.
Sandy beslist om zelf naar Florida te reizen en Diana te overtuigen om met hem mee te gaan en alles te bekennen aan zijn baas.

## Rolverdeling
| Acteur                 | Personage               |
| ---------------------- | ----------------------- |
| Jason Bateman          | Sandy Bigelow Patterson |
| Melissa McCarthy       | Diana/Dawn Budgie       |
| Jon Favreau            | Harold Cornish          |
| Amanda Peet            | Trish Patterson         |
| T.I.                   | Julian                  |
| Génesis Rodríguez      | Marisol                 |
| Morris Chestnut        | Detective Reilly        |
| John Cho               | Daniel Casey            |
| Robert Patrick         | Skiptracer              |
| Eric Stonestreet       | Big Chuck               |
| Jonathan Banks         | Paolo Gordon            |
| Mary-Charles Jones     | Franny Patterson        |
| Maggie Elizabeth Jones | Jessie Patterson        |
| Ben Falcone            | Tony                    |
| Ellie Kemper           | Flo                     |
| Carmela Zumbado        | verkoopmedewerkster     |